# 萊姆萊克 (紐約州)
萊姆萊克（英語：Lime Lake）是位於美國紐約州卡特羅格斯縣的普查規定居民點。

## 人口
根據2020年美國人口普查的數據，萊姆萊克的面積為6.85平方千米，當中陸地面積為6.16平方千米，而水域面積為0.69平方千米。當地共有人口836人，而人口密度為每平方千米122.04人。